# 단단한 가족
《단단한 가족》은 2012년 11월 3일부터 2013년 2월 2일까지 방영된 E채널 시트콤이다.

## 등장 인물
- 유세윤 : 세윤 역
- 이인혜 : 인혜 역
- 오광록 : 광록 역
- 김완선 : 완선 역
- 김새롬 : 새롬 역
- 한지우 : 지우 역
- 단우 : 단우 역
- 진온 : 진온 역
- 지영우 : 영식 역
- 성창호 : 건달 역
- 정성욱
- 백봉기

## 수상
- 2013년 제7회 케이블TV 방송대상 드라마/시트콤부문 PP작품상, 스타상(이인혜)